# Die jungen Wiener
Die jungen Wiener (De unga wienarna), op. 7, är en vals av Johann Strauss den yngre.

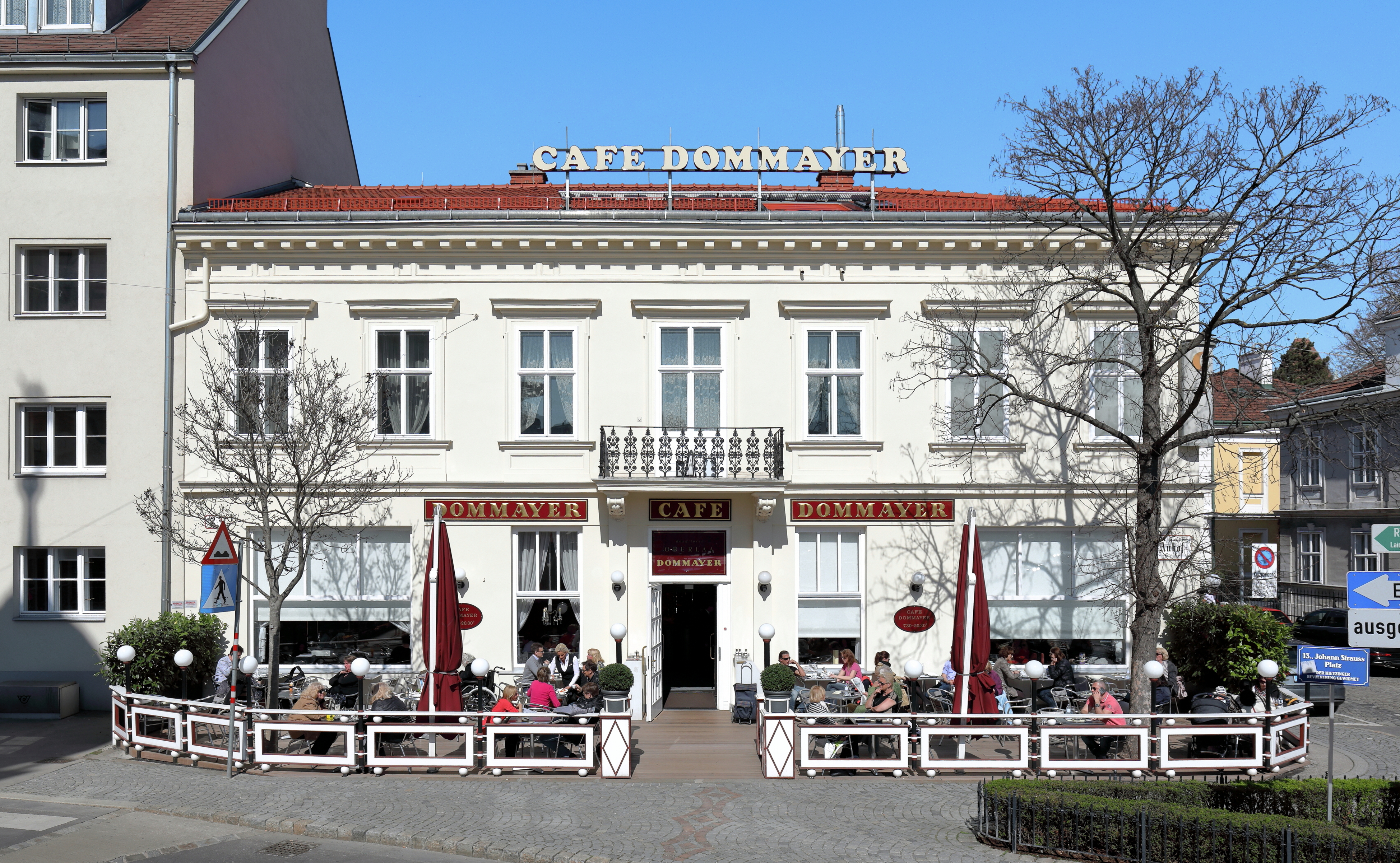
Café Dommayer.

## Historia
Efter sitt första framgångsrika, och av journalister hyllade, framträdande på Café Dommayer i Hietzing konstaterade Johann Strauss att han genomgick en mindre skaparkris. De stora representativa ställena i Wien höll alla fast vid sina förbindelser med Johann Strauss den äldre och även en stor del av publiken stod på den "gamle Strauss" sida.
Därför vände sig sonen till ungdomen och komponerade medvetet valsen Die jungen Wiener till denna, i Wiens kulturliv, inte helt integrerade befolkningsgrupp. Vid samma tillfälle som valsen uruppfördes spelades även kadriljen Elfen-Quadrille (op. 16) för första gången.

## Premiär
Valsen hade premiär på Café Dommayer den 22 januari 1845 inom ramen för en så kallad "Benefizball", en välgörenhetsbal.
Idén med att i allmänhet, och med denna valstitel i synnerhet, vända sig till ungdomen skulle visa sig vara rätt då Johann Strauss den yngre skulle komma att bli den unga generationens favoriserade kapellmästare.

## Om valsen
Valsens inledning står med sina kraftfulla toner i motsats till den gungande melodin i valsens andra del. Strauss expanderade med denna vals faderns redan vedertagna former för wienerdansen och direkt efter första valsdelen kommer en coda vars motsvarighet inte hade existerat i valstraditionen hittills. Verket bär omisskännligen påverkan av faderns stil och instrumentering, men det var det första klara försöket för sonen att bryta sig loss från det etablerade valskonceptet.
Speltiden är ca 9 minuter och 26 sekunder plus minus några sekunder beroende på dirigentens musikaliska tolkning.

## Weblänkar
- Dynastin Strauss 1845 med kommentarer om Die jungen Wiener
- Die jungen Wiener i Naxos-utgåvan.